# Jan Paweł Lelewel
Jan Paweł Lelewel (ur. 26 czerwca 1796 w Warszawie, zm. 9 kwietnia 1847 w Bernie) – polski inżynier wojskowy i cywilny, budowniczy, urbanista, malarz.
Brat Joachima Lelewela, historyka i działacza politycznego, i Prota Lelewela, oficera napoleońskiego, syn Karola Maurycego Lelewela, prawnika i w latach 1778–1794 skarbnika Komisji Edukacji Narodowej.

## Życiorys
Pochodził ze spolonizowanej szlachty pruskiej. Jego dziadkiem był Henryk Loelhoeffel von Lowensprung. Od 1809 przebywał w warszawskiej Szkole Kadetów, a od 1810 r. kształcił się w tamtejszej Szkole Elementarnej Artylerii i Inżynierów, gdzie w 1811 roku uzyskał stopień starszego sierżanta. Uczestniczył w kampanii 1812–1814 na Wołyniu pod komendą gen. Antoniego Kosińskiego, rysując z natury mapy i plany dla celów wojskowych. W 1815 został oficerem Korpusu Inżynierów, gdzie pełnił funkcję adiutanta generała J. Malleta. Jednocześnie zajmował się technikami rysunkowymi i graficznymi. M.in. w 1818 r. stał się pionierem litografii w Polsce, wykonując w tej technice ilustracje do „Dziejów nowożytnych” autorstwa swego brata, Joachima. Od 1821 r. kierował przebudową twierdzy Zamość. Następnie uczestniczył w budowie Kanału Augustowskiego, gdzie m.in. w 1827 r. kierował budową śluzy Swoboda. W 1830 r. zaprojektował siedmioprzęsłowy, murowany most łukowy przez Wisłę w Warszawie wraz z dojazdami do niego i przystanią rzeczną.
Odznaczony Orderem św. Włodzimierza IV klasy.
Po wybuchu powstania listopadowego przyłączył się do powstańców. Kierował pracami fortyfikacyjnymi na Pradze, a następnie – awansowany do stopnia podpułkownika – dowodził ich obroną. Po upadku powstania opuścił kraj. Przez Prusy udał się w 1832 r. do Francji i zamieszkał w Besançon, gdzie działał m.in. w samorządzie tamtejszej licznej emigracji polskiej. Brał udział w konkursie architektonicznym na projekt gmachu miejscowej giełdy. Tu także zetknął się z ruchem wolnomularskim i został masonem. W 1833 roku uczestniczył jako kwatermistrz w wyprawie nad Ren, w szeregach Hufca Świętego, złożonego z polskich emigrantów idących przez Szwajcarię na pomoc powstaniu we Frankfurcie. Po jej niepowodzeniu osiadł w Szwajcarii.
Zamieszkał w Bernie, w pokoju nr 22 w Hôtel de la Musique przy Theaterplatz 7. Otrzymał tu posadę dyrektora Biura Technicznego, a w 1837 r. uzyskał stanowisko naczelnego inżyniera dróg i mostów kantonu berneńskiego. Jeszcze w tym samym roku 1833 na prośbę komitetu obywatelskiego z Nidau, działającego pod kierunkiem miejscowego lekarza Johanna R. Schneidera władze kantonu zleciły mu opracowanie projektu regulacji wodnej i osuszenia podmokłych terenów regionu Seeland u podnóży Jury. Przedsięwzięcie to (niem. „Die 1. Juragewässerkorrektion”, franc. „Plan général du projet concernant le desséchement du Marais de Seeland“), stanowiące zaledwie początek rozwijanego później programu regulacji wód Jury, miało docelowo odegrać decydującą rolę w dalszym rozwoju gospodarczym całego regionu i zdecydowanie polepszyć jego zdrowotność. Przy pomocy kilku polskich pomocników Lelewel rozpoczął w maju 1834 r. rozległe badania terenowe i pomiary, których wynikiem był projekt opatrzony 18 planami i uzupełniony szacunkowym kosztorysem inwestycji. Już 19 października 1834 r. przedstawiciele 60 gmin z czterech zainteresowanych kantonów ocenili i przyjęli przedstawione plany. Zanim jednak doszło do powołania stosownego towarzystwa akcyjnego, swe plany (w wielu punktach zbieżne z propozycjami Lelewela) przedłożył inżynier Richard La Nicca i w końcu to on pokierował tym wielkim dziełem wodnym.
Lelewel zajmował się później regulacją biegów innych rzek, projektował liczne drogi, mosty, kanały i śluzy. M.in. zbudował kanał łączący jeziora Thun i Brienz w Interlaken, śluzę na rzece Aare koło Berna i murowany most na rzece Kander. Zaprojektował również kamienny most drogowy (Tiefenaubrücke) przez Aare poniżej Berna, zbudowany już po jego śmierci (w 1850 r.) i nazwany jego imieniem. Przebudowywał drogi z Berna do Lucerny i do Bazylei. Opracowywał projekty urbanistyczne rozwoju Berna. W ciągu kilkunastu lat zorganizował w nowoczesny sposób służby inżynierskie w kantonie berneńskim. Zatrudnił w nich wielu Polaków, m.in. wybitnego później inżyniera i kartografa Aleksandra Stryjeńskiego. Przy swoim biurze zorganizował kursy techniczne dla młodzieży.
Zajmował się później także malarstwem (był uczniem Zygmunta Vogla, tworzył głównie akwarelowe pejzaże) i litografią. W 1843 r. odwiedził w Brukseli swego brata Joachima.